# Batalion ISTAR
Batalion ISTAR – norweska jednostka licząca ok. 210 żołnierzy, stacjonująca w Sedermoen.
Zajmuje się wywiadem, obserwacją wroga, namierzaniem celów i zwiadem (określanych skrótem ISTAR - Intelligence, Surveillance, Target Acquisition and Reconnaissance).